# 高千穂橋梁

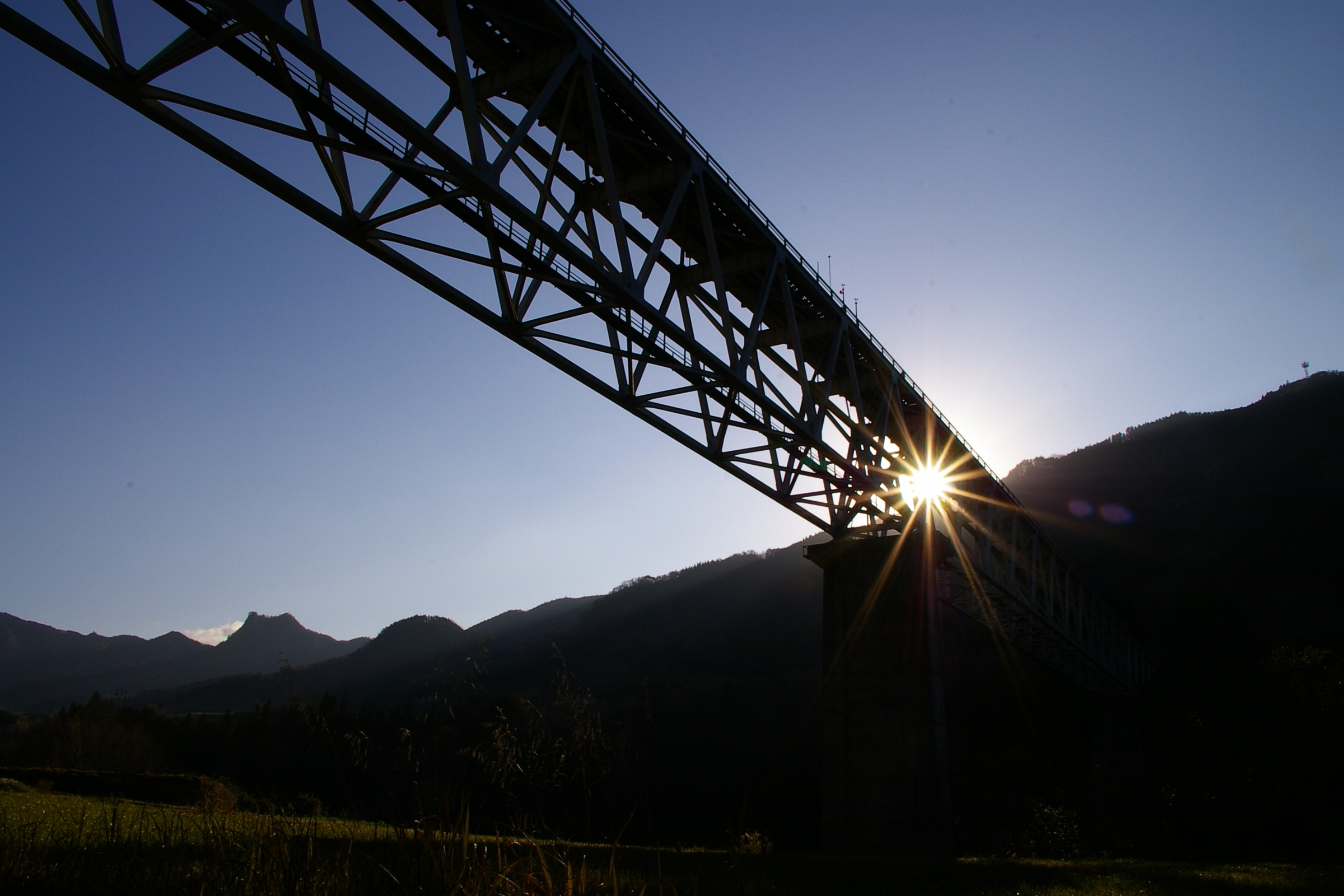
天岩戸駅の崖下から高千穂橋梁を望む。

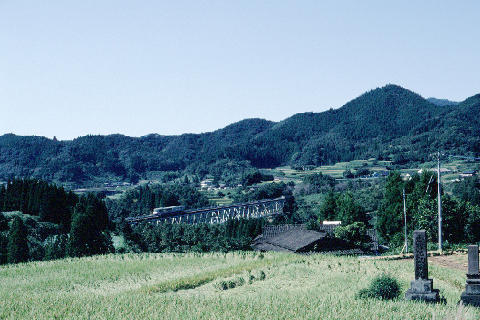
上から眺めた高千穂橋梁

高千穂橋梁（たかちほきょうりょう）は、2008年12月に廃線となった高千穂鉄道高千穂線の深角駅 - 天岩戸駅間（宮崎県西臼杵郡高千穂町）にある全長353.76メートルの鉄道橋で、岩戸川の渓谷を跨いでいる。
橋が跨いでいる岩戸川の河底から桁の上面までの高さは105.0メートルあり、供用されていた頃は日本でもっとも高い鉄道橋であった（鉄道に関する日本一の一覧#構造物も参照）。高千穂線が2005年の台風被害（平成17年台風第14号を参照）により廃線となったことで橋梁での営業列車運行は終了したが、2013年より遊具施設としてトロッコ車両による走行が実施されている。

## 構造

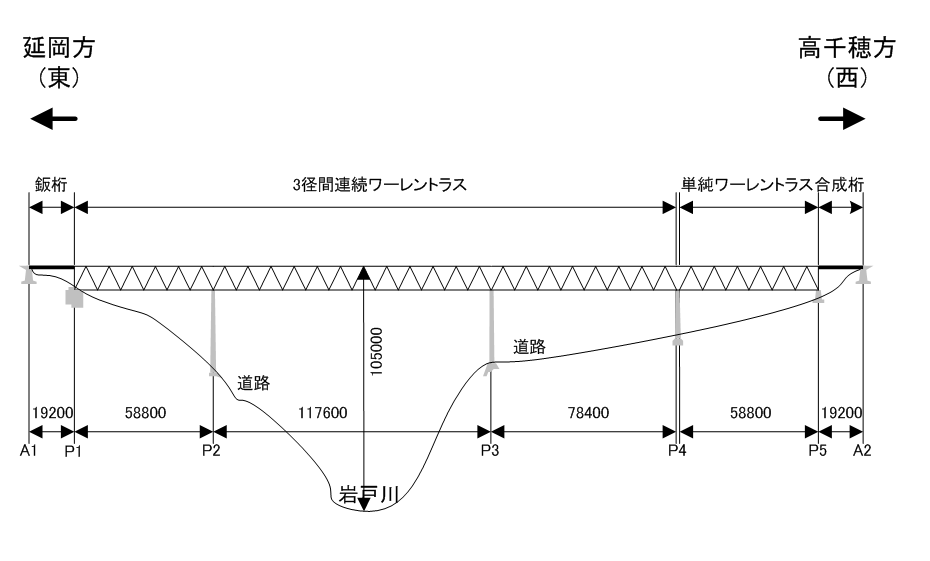
高千穂橋梁一般図

高千穂橋梁は桁の長さにして353.76メートル、橋台面間長352.51メートルある。河底から桁上面までの高さは105.0メートルあって日本一で、桁上面の標高は300.05メートルの位置にある。また中央の3径間連続ワーレントラスの長さ254.80メートルは、建設当時中央本線の新桂川橋梁の270.00メートルに次いで第2位であった。位置は日ノ影起点9931.6メートルである。
径間構成は、起点側から19.20メートル上路鈑桁1連、254.80メートル3径間連続ワーレントラス1連 (58.80+117.60+78.40)、58.80メートル単純ワーレン上路トラス1連、19.20メートル合成桁となっている。トラスの1格間長は9.80メートルで、起点側から6格間、12格間、8格間、6格間の構成となっており、主構の高さは10.0メートル、主構間隔は6.5メートルである。3径間連続トラスはSM50高張力鋼130トン、耐候性鋼板24トンを含む鋼材785トン、単純トラスは耐候性鋼板6トンを含む鋼材144トン、鈑桁と合成桁は鋼材41トンを使用した。単線非電化で線路等級は丙線規格であり、この規格と相まって使用鋼材970トンというかなりスレンダーな橋となった。

## 歴史

### 建設の背景
熊本市と延岡市を結ぶ九州横断鉄道の構想は明治時代からあったが、具体的な動きとなったのは大正時代からで、1928年（昭和3年）に国鉄高森線がまず立野 - 高森間で開通し、1939年（昭和14年）には日ノ影線の名称で延岡 - 日ノ影駅間が開通した。しかし戦前の段階では、この間をつなぐところまでは進展しなかった。
第二次世界大戦後、残された区間をつなぐ運動が開始され、1965年（昭和40年）12月に日ノ影 - 高千穂間が着工された。十分な予算がつけられた結果、比較的順調に工事は進められた。この区間は、日本鉄道建設公団による工事が行われたこともあり、長大トンネルを多用し12.4キロメートルの区間で230メートルも標高を稼ぐ線形となった。この建設に際して、日ノ影起点約10キロメートルの地点で岩戸川を横断する長大橋梁が架設されることになった。

### 建設
橋梁の架設に際しては、橋梁形式の検討が行われた。現地の状況から、中央の径間は100メートルを超えることになり、コンクリート橋をディビダーク工法などを用いて架設するのは、鉄道橋における前例もなく、技術的に無理があると判断され、鋼製の橋が選択された。続いて鋼製橋梁の中で、逆ローゼ橋、トラス橋、アーチ橋などから、経済性、施工性、美観、工期といった点を比較検討し、当初は逆ローゼ橋が有力であった。しかし逆ローゼ橋のたわみについて試算した結果、鉛直・水平方向に約90ミリメートルのたわみが生じることが判明し、その対策の補強が必要となった。補強も考慮したうえでの工費試算を行った結果、トラス橋案が採用されることになった。
| 形式   | トラス橋                                        | トラス橋                                        | トラス橋                                        | トラス橋 | 逆ローゼ橋                                      | 逆ローゼ橋                                      | 逆ローゼ橋                                      | 逆ローゼ橋 | アーチ橋                                        | アーチ橋                                        | アーチ橋                                        | アーチ橋 |
| ------ | ----------------------------------------------- | ----------------------------------------------- | ----------------------------------------------- | -------- | ----------------------------------------------- | ----------------------------------------------- | ----------------------------------------------- | ---------- | ----------------------------------------------- | ----------------------------------------------- | ----------------------------------------------- | -------- |
| 上部工 | 種別                                            | 支間×連数                                       | 鋼材重量                                        | 工費比率 | 種別                                            | 支間×連数                                       | 鋼材重量                                        | 工費比率   | 種別                                            | 支間×連数                                       | 鋼材重量                                        | 工費比率 |
| 上部工 | トラス                                          | 58.8 m + 117.6 m + 68.6 m = 245 m               | 740 t                                           | 1.00     | 逆ローゼ桁                                      | 124.0 m×1                                       | 640 t                                           | 1.27       | アーチ                                          | 120 m×1                                         | 685 t                                           | 1.31     |
| 上部工 | ガーダー                                        | 31.5 m + 9.8 m                                  | 40 t                                            | 1.00     | ガーダー                                        | 36.4 m×4 + 12.9 m×1                             | 200 t                                           | 1.27       | ガーダー                                        | 36.4 m×4 + 16×1                                 | 210 t                                           | 1.31     |
| 上部工 | 合成桁                                          | 25.4 m×2                                        | 50 t                                            | 1.00     | 合成桁                                          | 25.4 m×2                                        | 50 t                                            | 1.27       | 合成桁                                          | 25.4 m×2                                        | 50 t                                            | 1.31     |
| 上部工 | 計                                              | 337.1 m                                         | 830 t                                           | 1.00     | 計                                              | 333.3 m                                         | 890 t                                           | 1.27       | 計                                              | 332.4 m                                         | 946 t                                           | 1.31     |
| 下部工 | 基礎杭φ300 30本、φ450 80本、コンクリート2,950㎥ | 基礎杭φ300 30本、φ450 80本、コンクリート2,950㎥ | 基礎杭φ300 30本、φ450 80本、コンクリート2,950㎥ | 0.30     | 基礎杭φ300 25本、φ400 95本、コンクリート3,090㎥ | 基礎杭φ300 25本、φ400 95本、コンクリート3,090㎥ | 基礎杭φ300 25本、φ400 95本、コンクリート3,090㎥ | 0.27       | 基礎杭φ300 30本、φ400 95本、コンクリート3,110㎥ | 基礎杭φ300 30本、φ400 95本、コンクリート3,110㎥ | 基礎杭φ300 30本、φ400 95本、コンクリート3,110㎥ | 0.27     |
| 総計   | 1.30                                            | 1.30                                            | 1.30                                            | 1.30     | 1.54                                            | 1.54                                            | 1.54                                            | 1.54       | 1.58                                            | 1.58                                            | 1.58                                            | 1.58     |

橋の両端部は桁下の高さが小さいため、仮設の支柱を建ててその上で橋桁を組み立てる工法（ベント工法）を採用することにした。一方中央付近ではベントを建てることは無理であり、ケーブルエレクション工法とカンチレバー工法の選択を検討し、工期と工費の面からカンチレバー工法が選択された。
部材の運搬に用いるケーブルクレーンは、当初は400メートルのスパンのものを1基製作する計画であったが、起点側トンネル出口が完成しておらず起点側の鉄塔を建てられなかったこと、400メートルスパンでは部材運搬の1サイクルが30分を超えることになり工程上問題であったこと、400メートルスパンではたわみが大きくなってその分高い鉄塔を必要とすることになり不経済であることから、単純トラス桁用と連続トラス桁用にそれぞれのケーブルクレーンを設置することになった。
下部工の建設から開始し、上部工ではケーブルクレーンの設置や通路および道路の防護に用いるワイヤーブリッジの張り渡しに始まって、最終的に1971年（昭和46年）11月16日に両端から伸ばしてきた桁の閉合が完了した。後片付け等を行い、同年12月30日竣工となった。工費は、下部構造に1億3000万円、上部構造に2億円（うち架設工事に5612万5000円）の計3億3000万円であった。

### 運用
1972年（昭和47年）7月22日の日本国有鉄道（国鉄）高千穂線日ノ影 - 高千穂間開業時に、供用を開始した。
高千穂線は、ローカル線としての趣きが強く利用者に恵まれなかったため、国鉄時代から乗客へのサービスとして鉄橋の上で列車を一時停止させ、窓から外をのぞかせる様なことをしており（談：宮脇俊三『汽車旅12カ月』1979年当時）、高千穂線が第三セクター鉄道会社の高千穂鉄道へ移管された後は、ここなど沿線の風景を見所にしたトロッコ列車も運行された。
2005年（平成17年）9月6日、台風14号の影響で高千穂線は甚大な被害を受けたため運行休止となり、橋梁の使用も停止された。本橋梁自体には被害は無かったが、被災区間の復旧には総額26億3000万円の工費と3年7か月の工期がかかることが見込まれ、高千穂鉄道では同年12月の臨時取締役会において復旧断念が決議され、2008年（平成20年）12月28日付で橋梁を含む区間が正式に廃止された。

### 廃止後の利用

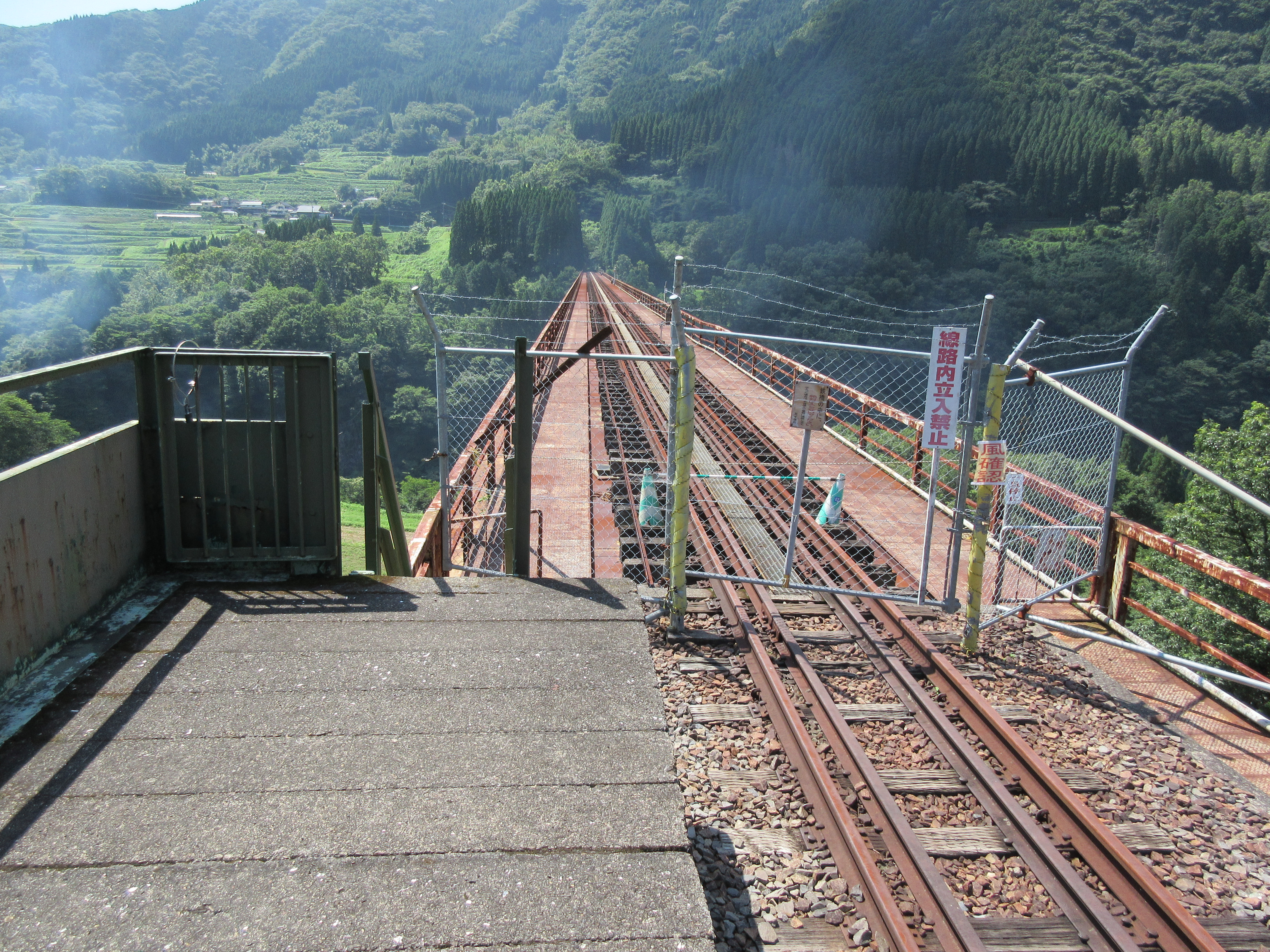
廃止され柵で覆われた高千穂橋梁

高千穂鉄道の復旧断念決定後も、地元の有志が「神話高千穂トロッコ鉄道」を設立して、この橋梁を挟む一部区間で観光鉄道として運行を再開し、やがては延岡駅までの全面復旧を目指すという動きがあった。しかし採算性や資金力が問題となり、社名を変更して再出発を図ることになった。2008年（平成20年）3月に高千穂あまてらす鉄道として創立され、2009年（平成21年）に高千穂町から駅の施設を借りて鉄道公園としての活動を開始した。当初は高千穂駅構内で、木製のトロッコを人力で押す活動からであった。
2013年（平成25年）6月24日、高千穂あまてらす鉄道の株主総会で、高千穂橋梁の上を同社所有のエンジン付き車両「スーパーカート」で走行させることを決定した。実証実験の後、7月20日から運行を開始した。翌年からは、強風・悪天候時を除き通年での橋梁通過が可能となり、休日を中心に多数の観光客を集めている。乗客数は、2018年度（平成30年度）には約5万2000人に達した。なお、「スーパーカート」は高千穂橋梁を渡る手前で一旦停止し、運転士が橋梁上に設置してある風速計による風量を基準に渡れるかどうかを判断するため、旧天岩戸駅で折り返すこともある。2020年8月時点では、橋梁を渡ってすぐのトンネルの手前が終点であり、渡れた場合でもここで折り返している。
高千穂町では、こうしたスーパーカートの盛況を受けて、鉄道遺産の観光施設化が地域活性化につながると判断し、2019年（令和元年）に高千穂橋梁に遊歩道を設け、周辺に土産物店を設置するなどの観光地化の構想を打ち出した。レール面の約11メートル下にある点検通路を改良して歩道として整備し、このほか撤去を予定していた駅や橋などの設備は保存とする。橋の再塗装などに約10億円を投じて3-4年程度をかけて整備する方針としている。